# Татікава (Токіо)

35°41′38″ пн. ш. 139°25′10″ сх. д. / 35.69389° пн. ш. 139.41944° сх. д.
Тачіка́ва (яп. 立川市, たちかわし, МФА: [tat͡ɕi̥kawa ɕi̥]) — місто в Японії, в префектурі Токіо.

## Короткі відомості
Розташоване в західній частині префектури. Виникло на основі сільських поселень раннього нового часу. Засноване 1940 року. Під час Другої світової війни в місті перебувала авіаційна база Імперської армії Японії. Після війни в місті дислокувалися війська США. 1977 року американський уряд передав базу місцевим Силам Самооборони Японії. Основою економіки є виробництво електротоварів, комерція. В місті розташований парк Шьова. Станом на 1 жовтня 2008 площа міста становила 24,38 км². Станом на 1 липня 2011 населення міста становило 179 746 осіб.